# Nephila
Nephila és un gènere d'aranyes araneomorfs de la subfamília dels nefilins (Nephilinae), dins la família dels araneids (Araneidae). Va sé ubicada en els Araneidae per Wunderlich el 2004; fou transferida dels Tetragnathidae als Nephilidae per Kuntner l'any 2006; finalment, fou traslladada dels Nephilidae als Araneidae per Dimitrov et al. el 2017.

## Descripció
Són conegudes com a aranyes de seda d'or a causa del color de la seda que produeixen. Els fils de rosca de la seva teranyina brillen com l'or a la llum del sol. El mascle és prop d'1/5 de la grandària de l'aranya femenina. Les aranyes de seda d'or exhibeixen comportament molt interessant. Amb freqüència, la femella reconstrueix la meitat de la seva tela cada matí. Teixeix els elements radials, després es teixeixen els elements circulars. Quan ha acabat de teixir, torna i completa els esvorancs. A més, les aranyes joves mostren un moviment vibratori quan són aguaitades per un depredador.
Es troba a Indonèsia des de Java cap a l'est, Papua Nova Guinea, Austràlia, el nord de Nova Zelanda i Nova Caledònia.
També es poden trobar des d’Amèrica del Nord fins a Xile, adaptant-se a una gran varietat de climes; són considerades aranyes anuals perquè solen morir després de la còpula.
L'espècie Nephila maculata es troba en la majoria dels països del món, posseeix la teranyina coneguda més resistent, tant que a Indonèsia s'utilitza en l'elaboració de peces de vestir. A més conté propietats coagulants ajudant a la curació de ferides.